# Drapeau de la dynastie Qing

Drapeau de la Chine sous la dynastie Qing en 1889.

Le drapeau de la dynastie Qing (chinois : 黄龙旗 ; pinyin : huáng lóng qí ; litt. « Drapeau jaune au dragon ») est le drapeau qui était utilisé par le gouvernement chinois durant la Dynastie Qing (1644 – 1912). Le 10 janvier 1912, il est remplacé définitivement.
Il représente, sur un fond jaune, couleur impériale, un dragon, symbole de l'Empereur de Chine, en bleu, regardant, en haut à gauche, un soleil, représenté par un rond rouge.

## Notes et références

Drapeau des Huit Bannières, garde impériale.